# El pecho
El pecho (The Breast) es una novela corta escrita por el autor estadounidense Philip Roth. Fue publicada en 1972 por la editorial Houghton Mifflin y en España por Debolsillo en 2007 con traducción de Jordi Fibla.

## Resumen del argumento
La novela narra la historia de David Kepesh, quien se convierte en un pecho de 155 libras. Durante la novela, Kepesh enfrenta una lucha interna: parte de él desea sucumbir a sus deseos carnales, mientras que otra parte desea ser un ser racional. Kepesh, un profesor de literatura, compara su desdicha con la de Gregor Samsa en La metamorfosis de Kafka y la de Kovaliov en La nariz de Gógol. Asimismo, describe sus sensaciones sexuales mientras los enfermeros lo cuidan y cómo su novia practica sexo oral en su pezón.